# Saint-Cézert
Saint-Cézert (Sent Cesèrt en occitan) est une commune française située dans le nord du département de la Haute-Garonne, en région Occitanie.
Sur le plan historique et culturel, la commune est dans le pays de Rivière-Verdun, un petit pays d'élection de l'est de la Gascogne, à l'écart des grandes voies de communication, et s'étageant sur les terrasses de la rive gauche de la Garonne, entre la vallée de la Save et la Lomagne, et se prolongeant en Gascogne toulousaine. Exposée à un climat océanique altéré, elle est drainée par le ruisseau de Marguestaud, le ruisseau de Saint-Pierre, le ruisseau de la Goutoule, le ruisseau Secourieu et par deux autres cours d'eau.
Saint-Cézert est une commune rurale qui compte 443 habitants en 2022, après avoir connu une forte hausse de la population depuis 1975. Elle fait partie de l'aire d'attraction de Toulouse..

## Géographie

### Localisation
La commune de Saint-Cézert se trouve dans le département de la Haute-Garonne, en région Occitanie.
Elle se situe à 28 km à vol d'oiseau de Toulouse, préfecture du département, et à 21 km de Léguevin, bureau centralisateur du canton de Léguevin dont dépend la commune depuis 2015 pour les élections départementales.
La commune fait en outre partie du bassin de vie de Grenade.
Les communes les plus proches sont : 
Aucamville (2,9 km), Le Burgaud (2,9 km), Launac (4,5 km), Savenès (5,4 km), Larra (5,6 km), Bellesserre (6,9 km), Beaupuy (7,6 km), Pelleport (7,9 km).
Sur le plan historique et culturel, Saint-Cézert fait partie du pays de Rivière-Verdun, un petit pays d'élection de l'est de la Gascogne sis à l'écart des grandes voies de communication. Ce territoire s'étage sur les terrasses de la rive gauche de la Garonne, entre la vallée de la Save et la Lomagne, et se prolonge plein est en Gascogne toulousaine.
Saint-Cézert est limitrophe de quatre autres communes dont une dans le département de Tarn-et-Garonne.
Les communes limitrophes sont  Aucamville, Grenade, Launac et Le Burgaud.
|            |              | Aucamville (Tarn-et-Garonne) |
| Le Burgaud | Saint-Cézert |                              |
|            | Launac       | Grenade                      |

### Géologie et relief
La superficie de la commune est de 894 hectares ; son altitude varie de 125  à   173 mètres.

### Hydrographie

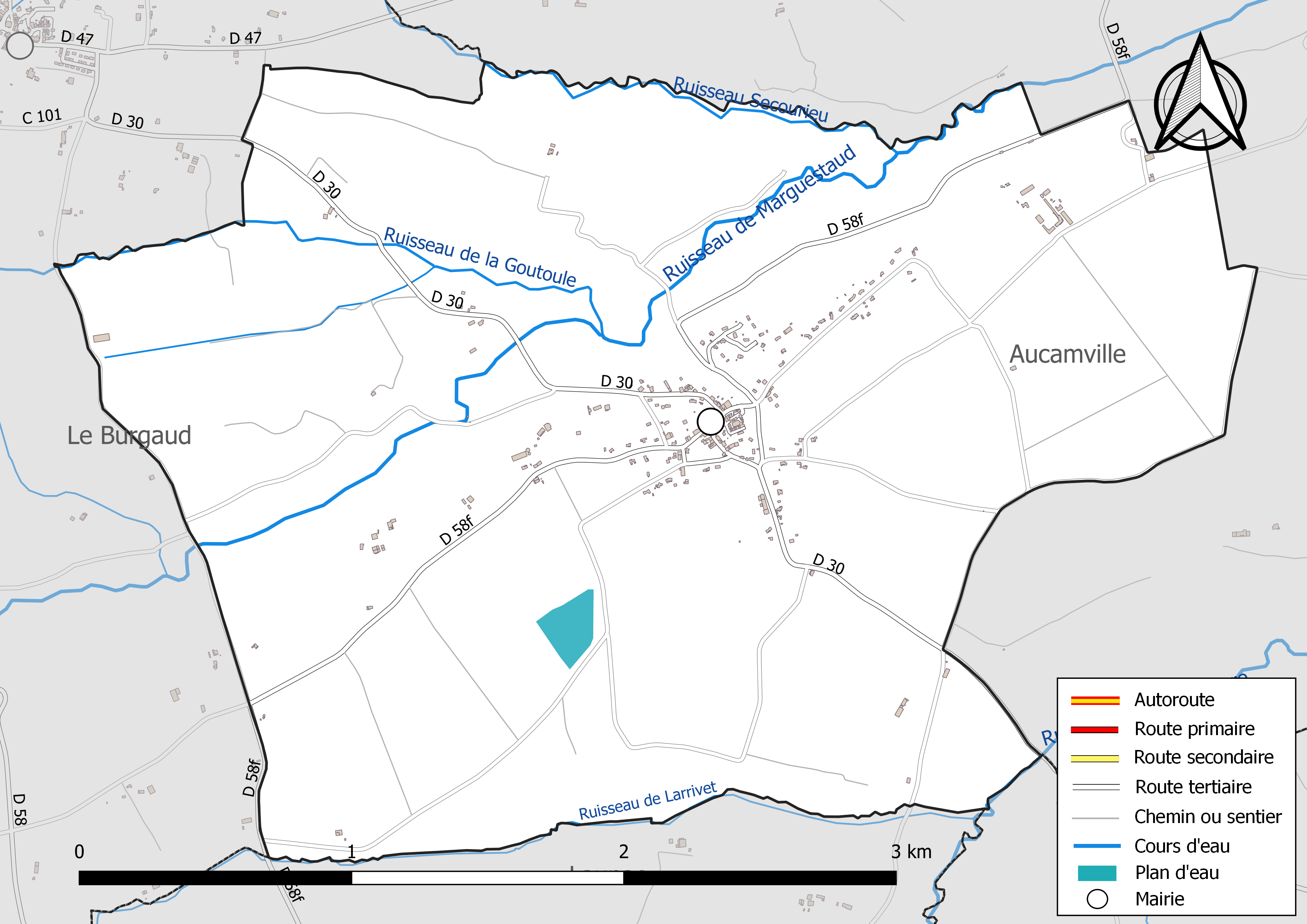
Réseaux hydrographique et routier de Saint-Cézert.

La commune est dans le bassin de la Garonne, au sein du bassin hydrographique Adour-Garonne. Elle est drainée par le ruisseau de Marguestaud, le ruisseau de Saint-Pierre, le ruisseau de la Goutoule, le ruisseau Secourieu, le ruisseau de Larrivet et par un petit cours d'eau, constituant un réseau hydrographique de 9 km de longueur totale,.
Le ruisseau de Marguestaud, d'une longueur totale de 23,2 km, prend sa source dans la commune de Caubiac et s'écoule du sud-ouest vers le nord-est. Il traverse la commune et se jette dans la Garonne à Verdun-sur-Garonne (82), après avoir traversé 10 communes.
Le ruisseau de Saint-Pierre, d'une longueur totale de 20,8 km, prend sa source dans la commune de Pelleport et s'écoule du sud-ouest vers le nord-est. Il traverse la commune et se jette dans le ruisseau de Marguestaud à Aucamville (82), après avoir traversé 8 communes.

### Climat
Pour des articles plus généraux, voir Climat de l'Occitanie et Climat de la Haute-Garonne.
En 2010, le climat de la commune est de type climat du Bassin du Sud-Ouest, selon une étude s'appuyant sur une série de données couvrant la période 1971-2000. En 2020, Météo-France publie une typologie des climats de la France métropolitaine dans laquelle la commune est exposée à un climat océanique altéré et est dans la région climatique Aquitaine, Gascogne, caractérisée par une pluviométrie abondante au printemps, modérée en automne, un faible ensoleillement au printemps, un été chaud (19,5 °C), des vents faibles, des brouillards fréquents en automne et en hiver et des orages fréquents en été (15 à 20 jours).
Pour la période 1971-2000, la température annuelle moyenne est de 13,2 °C, avec une amplitude thermique annuelle de 15,7 °C. Le cumul annuel moyen de précipitations est de 718 mm, avec 9 jours de précipitations en janvier et 5,6 jours en juillet. Pour la période 1991-2020, la température moyenne annuelle observée sur la station météorologique la plus proche, située sur la commune de Blagnac à 23 km à vol d'oiseau, est de 14,2 °C et le cumul annuel moyen de précipitations est de 627,0 mm,. Pour l'avenir, les paramètres climatiques de la commune estimés pour 2050 selon différents scénarios d’émission de gaz à effet de serre sont consultables sur un site dédié publié par Météo-France en novembre 2022.

### Milieux naturels et biodiversité
Aucun espace naturel présentant un intérêt patrimonial n'est recensé sur la commune dans l'inventaire national du patrimoine naturel,,.

## Urbanisme

### Typologie
Au 1er janvier 2024, Saint-Cézert est catégorisée commune rurale à habitat dispersé, selon la nouvelle grille communale de densité à sept niveaux définie par l'Insee en 2022.
Elle est située hors unité urbaine. Par ailleurs la commune fait partie de l'aire d'attraction de Toulouse, dont elle est une commune de la couronne,. Cette aire, qui regroupe 527 communes, est catégorisée dans les aires de 700 000 habitants ou plus (hors Paris),.

### Occupation des sols
L'occupation des sols de la commune, telle qu'elle ressort de la base de données européenne d’occupation biophysique des sols Corine Land Cover (CLC), est marquée par l'importance des territoires agricoles (86,7 % en 2018), en diminution par rapport à 1990 (95,5 %). La répartition détaillée en 2018 est la suivante : 
terres arables (73,7 %), zones agricoles hétérogènes (12,7 %), forêts (7,8 %), zones urbanisées (5,5 %), prairies (0,2 %). L'évolution de l’occupation des sols de la commune et de ses infrastructures peut être observée sur les différentes représentations cartographiques du territoire : la carte de Cassini (XVIIIe siècle), la carte d'état-major (1820-1866) et les cartes ou photos aériennes de l'IGN pour la période actuelle (1950 à aujourd'hui).

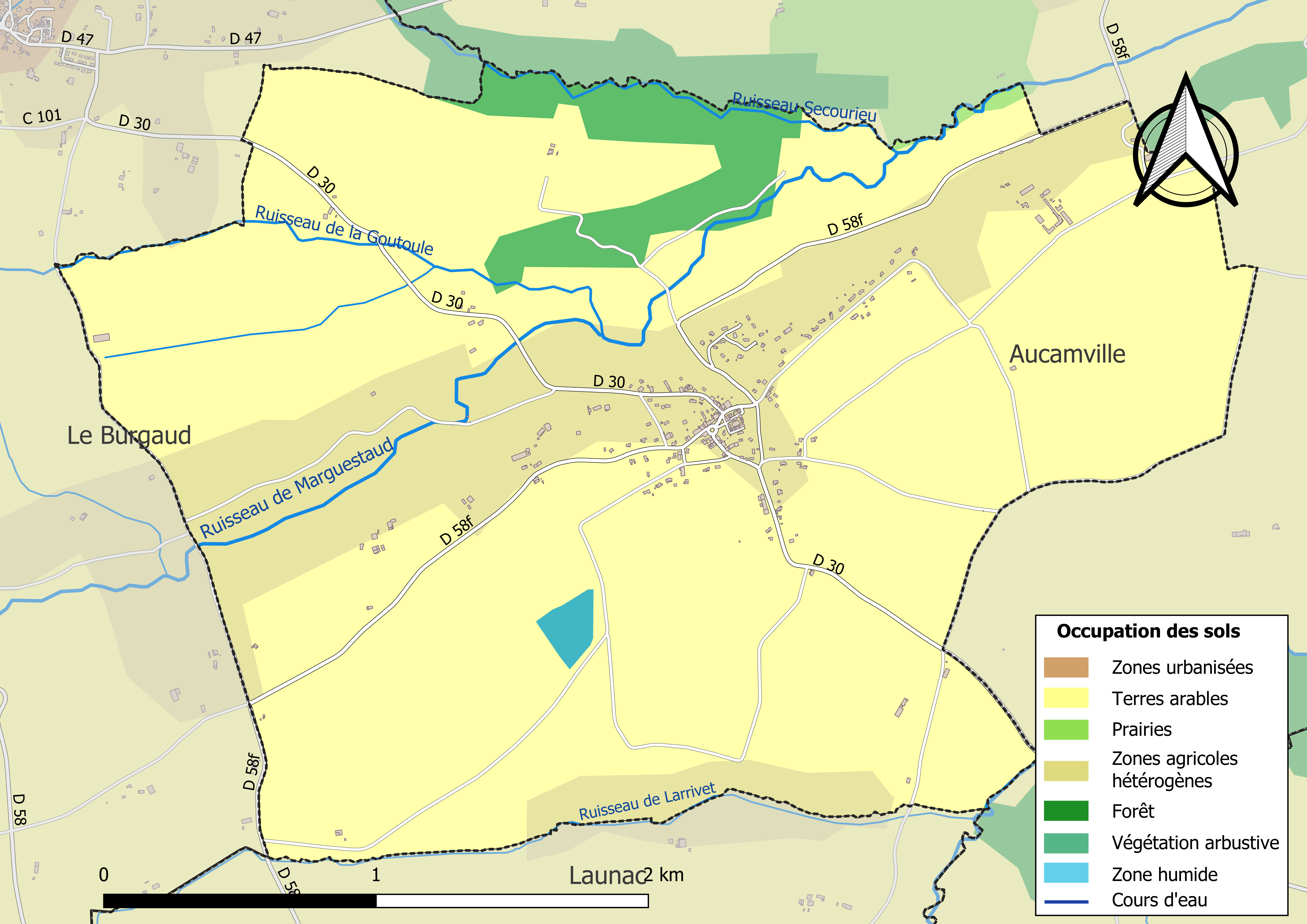
Carte des infrastructures et de l'occupation des sols de la commune en 2018 (CLC).

### Voies de communications et transports

#### Voies de communication
La D3 passe à proximité du village.

#### Transports
La ligne 326 du réseau Arc-en-Ciel relie la commune à la gare de Castelnau-d'Estrétefonds, en correspondance avec des TER Occitanie vers Toulouse-Matabiau, et la ligne 328 relie la commune au centre-ville de Grenade depuis Launac.
La gare de Castelnau-d'Estrétefonds est la plus proche.
L'aéroport de Toulouse-Blagnac est le plus proche du village.

### Risques majeurs
Le territoire de la commune de Saint-Cézert est vulnérable à différents aléas naturels : météorologiques (tempête, orage, neige, grand froid, canicule ou sécheresse), inondations et séisme (sismicité très faible). Un site publié par le BRGM permet d'évaluer simplement et rapidement les risques d'un bien localisé soit par son adresse soit par le numéro de sa parcelle.
Certaines parties du territoire communal sont susceptibles d’être affectées par le risque d’inondation par débordement de cours d'eau, notamment le ruisseau de Saint-Pierre. La commune a été reconnue en état de catastrophe naturelle au titre des dommages causés par les inondations et coulées de boue survenues en 1982, 1983, 1999, 2009, 2017 et 2021,.

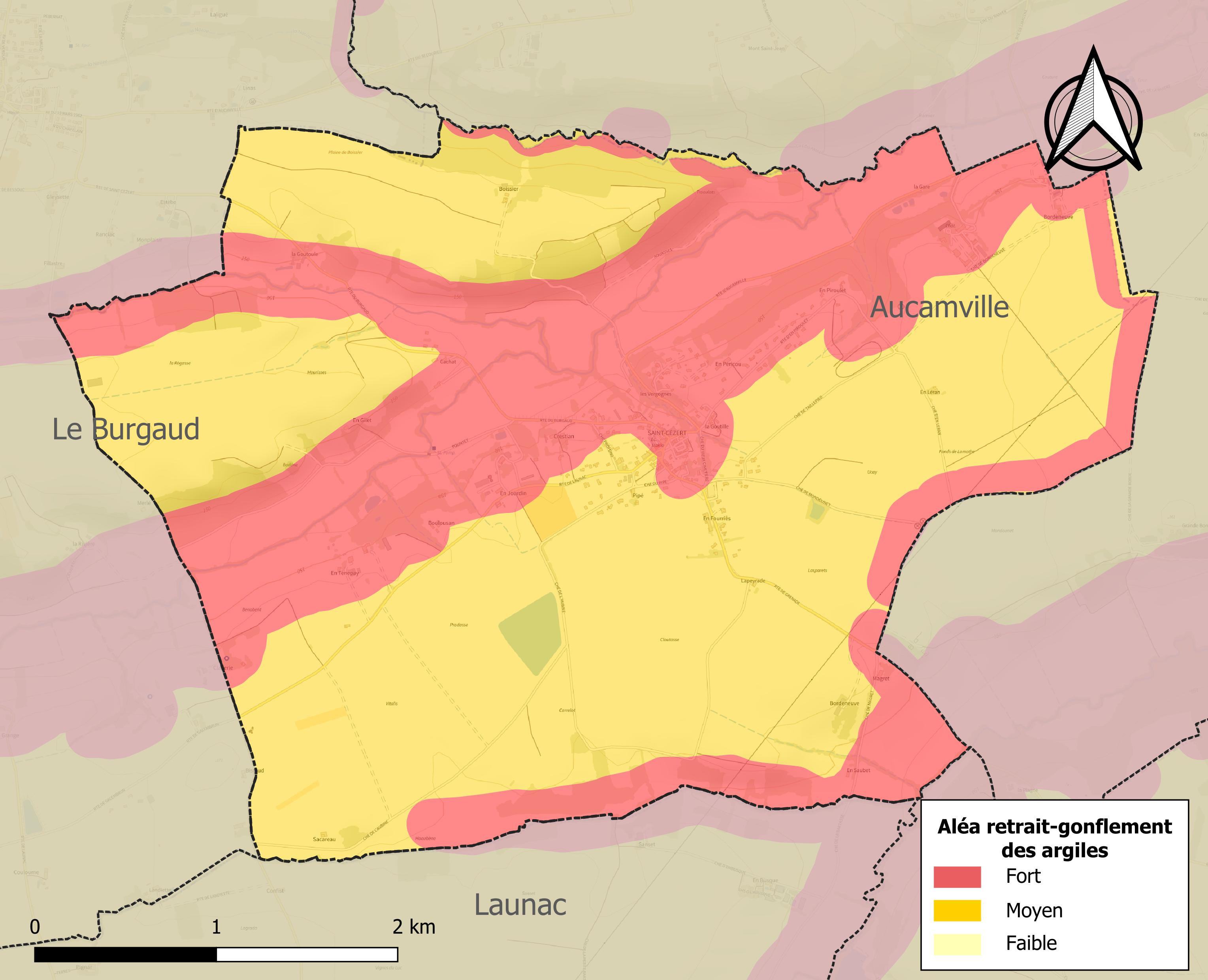
Carte des zones d'aléa retrait-gonflement des sols argileux de Saint-Cézert.

Le retrait-gonflement des sols argileux est susceptible d'engendrer des dommages importants aux bâtiments en cas d’alternance de périodes de sécheresse et de pluie. La totalité de la commune est en aléa moyen ou fort (88,8 % au niveau départemental et 48,5 % au niveau national). Sur les 169 bâtiments dénombrés sur la commune en 2019, 169 sont en aléa moyen ou fort, soit 100 %, à comparer aux 98 % au niveau départemental et 54 % au niveau national. Une cartographie de l'exposition du territoire national au retrait gonflement des sols argileux est disponible sur le site du BRGM,.
Par ailleurs, afin de mieux appréhender le risque d’affaissement de terrain, l'inventaire national des cavités souterraines permet de localiser celles situées sur la commune.
Concernant les mouvements de terrains, la commune a été reconnue en état de catastrophe naturelle au titre des dommages causés par la sécheresse en 1989 et 2012 et par des mouvements de terrain en 1999.

## Toponymie
Durant la Révolution, la commune porte le nom de Cézert-Libre.
Ses habitants sont appelés les Saint-Cézeriens.

## Histoire
L’abbaye de Mas Grenier, fondée vers 940, est à l’origine de la création d’un prieuré à Saint-Cézert. En 1292 Bertrand Jourdain de l’Isle devint seigneur du domaine de Saint-Cézert et du fort de la Mothe. Au Moyen Âge, les maisons du village était resserrées autour de l’église. Le village était  défendu à l’est par un talus et sur les autres côtés par un fossé et un chemin de ronde. Un pont-levis permettait de traverser le fossé, il se trouvait à l’entrée de l’actuelle place occitane.
Au début du XVIe siècle, la seigneurie passa par mariage dans la famille Perusse d’Escars. En 1567 celle-ci fit restaurer le château de la Mothe sur les plans du célèbre architecte toulousain Dominique Bachelier. À la Révolution, le château devint bien national et le village fut renommé « Cézert libre ».
Au XIXe siècle, sous le mandat de Raymond Sicard, maire de 1825 à 1865, l’église fut reconstruite. Puis en 1899, le maire François Sicard, lui aussi maire pendant 40 ans, fit construire la mairie-école prévue pour abriter les salles de classe, le logement des instituteurs et la mairie,,.

## Politique et administration

### Administration municipale
Le nombre d'habitants au recensement de 2017 étant compris entre 100 habitants et 499 habitants, le nombre de membres du conseil municipal pour l'élection de 2020 est de onze,.

### Rattachements administratifs et électoraux
Commune faisant partie de la cinquième circonscription de la Haute-Garonne, de la communauté de communes des Hauts Tolosans et du canton de Léguevin (avant le redécoupage départemental de 2014, Saint-Cézert faisait partie de l'ex-canton de Grenade) et avant le 1er janvier 2017 de la communauté de communes de Save et Garonne.

### Liste des maires

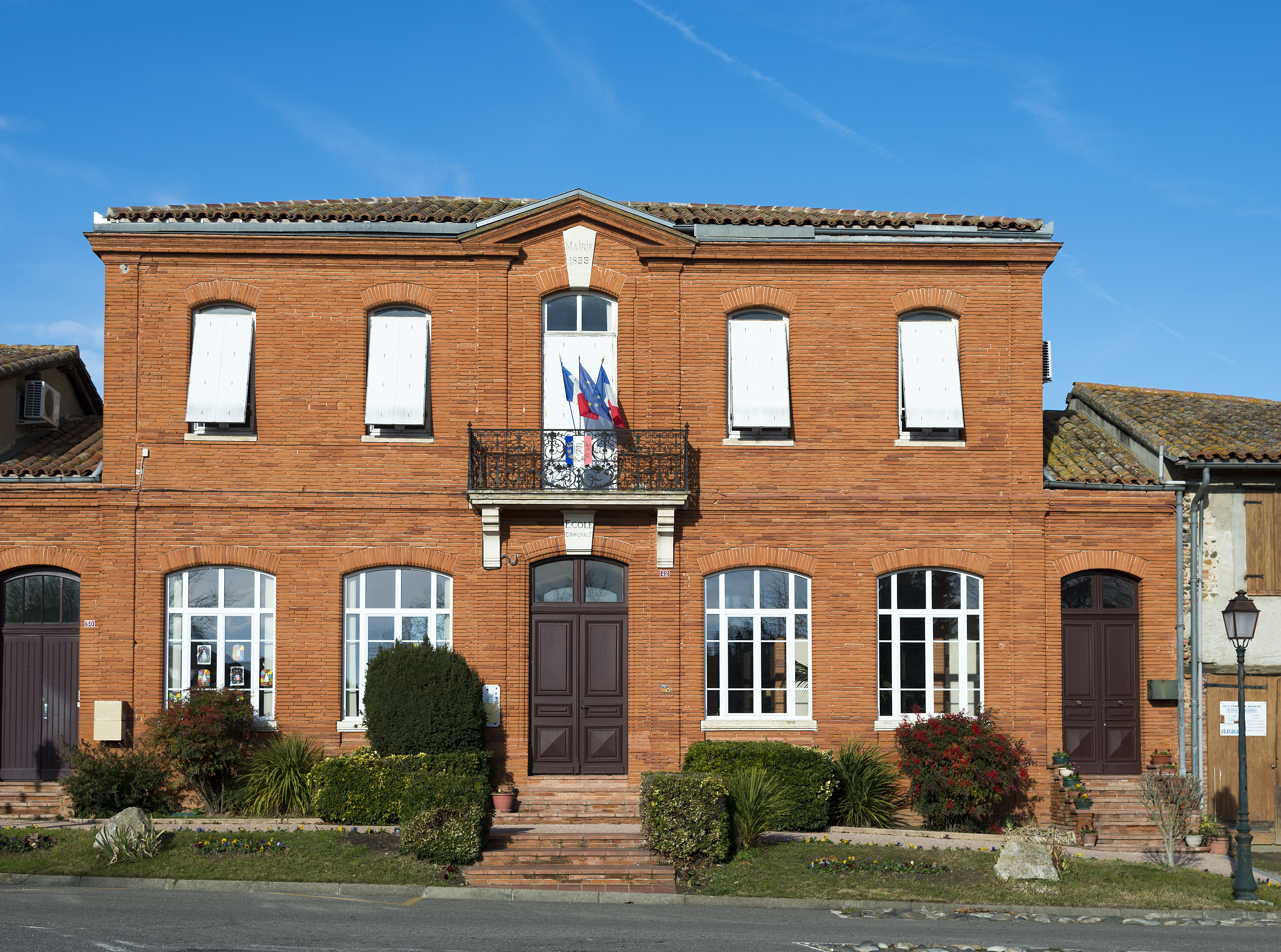
La mairie.

| Période                                  | Période   | Identité              | Étiquette | Qualité                    |
| ---------------------------------------- | --------- | --------------------- | --------- | -------------------------- |
| avant 1995                               | mars 2008 | Henri Labezin         | DVD       |                            |
| mars 2008                                | mai 2020  | Claude Butto          | DVD       | Retraité de l'enseignement |
| mai 2020                                 | En cours  | Henri Oliveira-Soares | SE        | Ingénieur                  |
| Les données manquantes sont à compléter. |           |                       |           |                            |

## Population et société

### Démographie
L'évolution du nombre d'habitants est connue à travers les recensements de la population effectués dans la commune depuis 1793. Pour les communes de moins de 10 000 habitants, une enquête de recensement portant sur toute la population est réalisée tous les cinq ans, les populations de référence des années intermédiaires étant quant à elles estimées par interpolation ou extrapolation. Pour la commune, le premier recensement exhaustif entrant dans le cadre du nouveau dispositif a été réalisé en 2007.

En 2022, la commune comptait 443 habitants, en évolution de +2,78 % par rapport à 2016 (Haute-Garonne : +8,02 %, France hors Mayotte : +2,11 %).
| 1793 | 1800 | 1806 | 1821 | 1831 | 1836 | 1841 | 1846 | 1851 |
| ---- | ---- | ---- | ---- | ---- | ---- | ---- | ---- | ---- |
| 314  | 375  | 370  | 401  | 437  | 417  | 415  | 455  | 413  |

| 1856 | 1861 | 1866 | 1872 | 1876 | 1881 | 1886 | 1891 | 1896 |
| ---- | ---- | ---- | ---- | ---- | ---- | ---- | ---- | ---- |
| 449  | 418  | 374  | 332  | 326  | 330  | 325  | 314  | 327  |

| 1901 | 1906 | 1911 | 1921 | 1926 | 1931 | 1936 | 1946 | 1954 |
| ---- | ---- | ---- | ---- | ---- | ---- | ---- | ---- | ---- |
| 308  | 300  | 278  | 248  | 278  | 270  | 262  | 264  | 271  |

| 1962 | 1968 | 1975 | 1982 | 1990 | 1999 | 2006 | 2007 | 2012 |
| ---- | ---- | ---- | ---- | ---- | ---- | ---- | ---- | ---- |
| 270  | 221  | 188  | 329  | 402  | 413  | 350  | 341  | 411  |

| 2017 | 2022 | - | - | - | - | - | - | - |
| ---- | ---- | - | - | - | - | - | - | - |
| 434  | 443  | - | - | - | - | - | - | - |

| selon la population municipale des années : | 1968 | 1975 | 1982 | 1990 | 1999 | 2006 | 2009 | 2013 |
| Rang de la commune dans le département      | 301  | 421  | 199  | 225  | 239  | 278  | 290  | 271  |
| Nombre de communes du département           | 592  | 582  | 586  | 588  | 588  | 588  | 589  | 589  |

### Enseignement
Saint-Cézert fait partie de l'académie de Toulouse. Les élèves du primaire sont regroupés au Burgaud, tandis que les collégiens étudient au collège de Cadours et les lycéens au lycée de Pibrac.

### Sports
Chasse, pétanque,

### Écologie et recyclage
La collecte et le traitement des déchets des ménages et des déchets assimilés ainsi que la protection et la mise en valeur de l'environnement se font dans le cadre de la communauté de communes de Save et Garonne.

## Économie

### Revenus
En 2018  (données Insee publiées en septembre 2021), la commune compte 159 ménages fiscaux, regroupant 421 personnes. La médiane du revenu disponible par unité de consommation est de 23 570 € (23 140 € dans le département).

### Emploi
|                | 2008  | 2013  | 2018  |
| -------------- | ----- | ----- | ----- |
| Commune        | 4,8 % | 7,6 % | 8,2 % |
| Département    | 7,7 % | 9,6 % | 9,3 % |
| France entière | 8,3 % | 10 %  | 10 %  |

En 2018, la population âgée de 15 à 64 ans s'élève à 268 personnes, parmi lesquelles on compte 82,8 % d'actifs (74,6 % ayant un emploi et 8,2 % de chômeurs) et 17,2 % d'inactifs,. Depuis 2008, le taux de chômage communal (au sens du recensement) des 15-64 ans est inférieur à celui de la France et du département.
La commune fait partie de la couronne de l'aire d'attraction de Toulouse, du fait qu'au moins 15 % des actifs travaillent dans le pôle,. Elle compte 51 emplois en 2018, contre 43 en 2013 et 40 en 2008. Le nombre d'actifs ayant un emploi résidant dans la commune est de 202, soit un indicateur de concentration d'emploi de 25,4 % et un taux d'activité parmi les 15 ans ou plus de 68,6 %.
Sur ces 202 actifs de 15 ans ou plus ayant un emploi, 38 travaillent dans la commune, soit 19 % des habitants. Pour se rendre au travail, 88 % des habitants utilisent un véhicule personnel ou de fonction à quatre roues, 0,5 % les transports en commun, 5,5 % s'y rendent en deux-roues, à vélo ou à pied et 6 % n'ont pas besoin de transport (travail au domicile).

### Activités hors agriculture
21 établissements sont implantés  à Saint-Cézert au 31 décembre 2019. Le tableau ci-dessous en détaille le nombre par secteur d'activité et compare les ratios avec ceux du département,.
Le secteur de la construction est prépondérant sur la commune puisqu'il représente 28,6 % du nombre total d'établissements de la commune (6 sur les 21 entreprises implantées  à Saint-Cézert), contre 12 % au niveau départemental.

### Agriculture
|               | 1988 | 2000 | 2010 | 2020 |
| ------------- | ---- | ---- | ---- | ---- |
| Exploitations | 20   | 12   | 7    | 9    |
| SAU (ha)      | 660  | 454  | 396  | 543  |

La commune est dans les « Coteaux du Gers », une petite région agricole occupant une partie nord-ouest du département de la Haute-Garonne, caractérisée par une succession de coteaux peu accidentés, les surfaces cultivées étant entièrement dévolues aux grandes cultures. En 2020, l'orientation technico-économique de l'agriculture  sur la commune est la polyculture et/ou le polyélevage. Neuf exploitations agricoles ayant leur siège dans la commune sont dénombrées lors du recensement agricole de 2020 (20 en 1988). La superficie agricole utilisée est de 543 ha,,.

## Culture locale et patrimoine

### Lieux et monuments

#### Église Saint-Orens

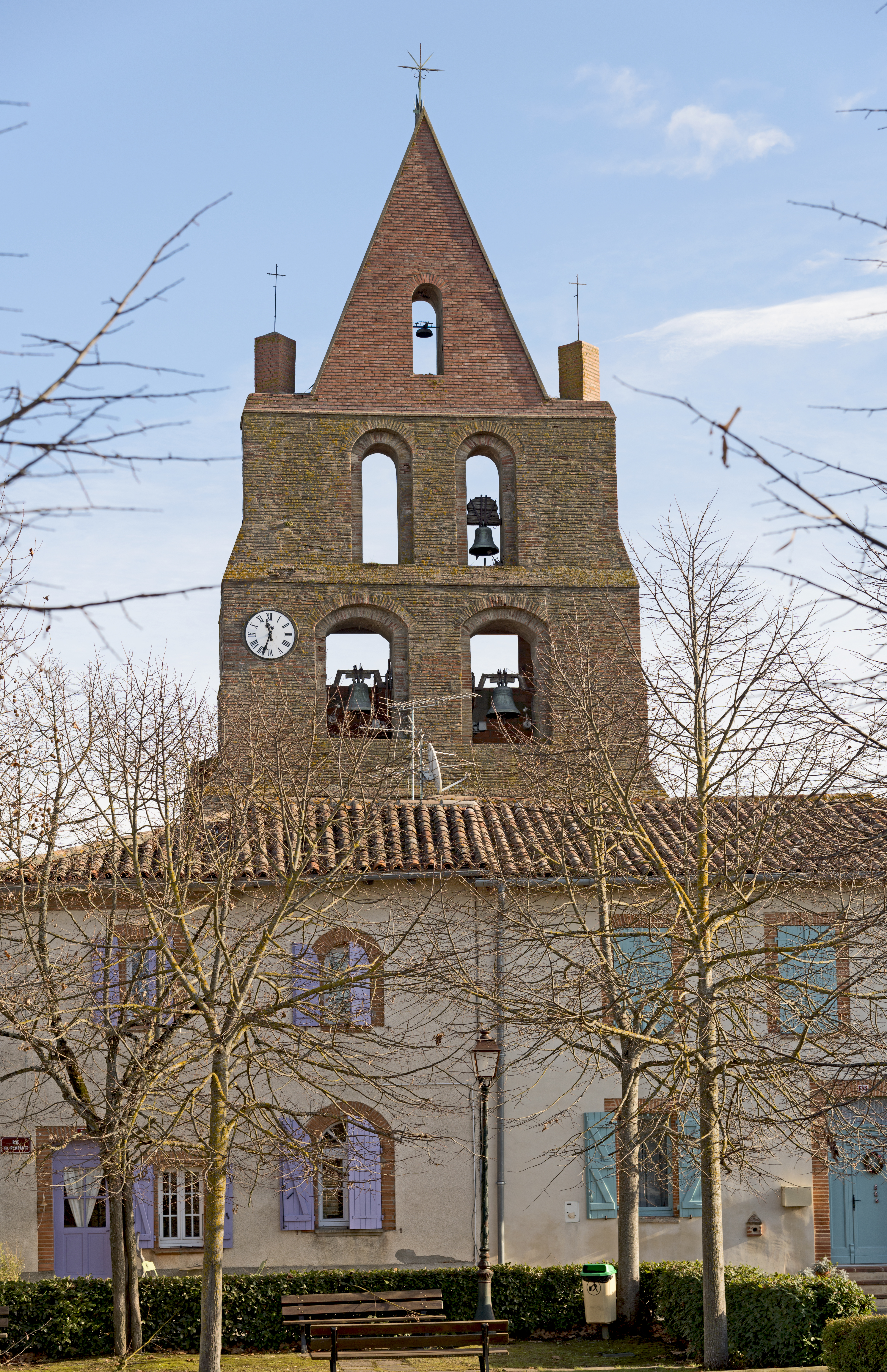
Le clocher-mur de Saint-Orens de Saint-Cezert.

L’église Saint-Orens actuelle fut construite au XIXe siècle. De  l’ancienne église, située au même emplacement, elle a conservé la chapelle de la Vierge, le clocher et le portail, sur lequel figure la date de 1772. L’architecte diocésain Delort conduisit le chantier qui débuta en 1864. Malgré des travaux inachevés, l’église fut utilisée à partir du 7 mai 1865. Les travaux reprirent en 1870  et l’église fut consacrée le 27 mai 1877.
Le clocher-mur imposant est coiffé d’un pignon triangulaire et percé de cinq baies. Il est soutenu par de puissants contreforts. La nef est de style néogothique avec une voûte en ogive. Elle est encadrée de six  chapelles. En 1892 l’abbé Gilard choisit le peintre Laconde, Grand Prix de Rome, pour réaliser le décor du chœur. Prenant comme modèles les visages de ses contemporains de Saint Cézert, il réalisa une œuvre qui conte la vie de Saint-Orens, patron du village. Des travaux de restauration furent réalisés dans les années 1950 : restauration du sommet du clocher, des vitraux, de la voûte, de l’éclairage et du chauffage.

#### Place du village
Il y avait autrefois sur la place une bascule qui servait à peser les animaux et les récoltes avant de  les vendre. On voyait aussi sur cette place le travail du forgeron qui servait à ferrer les bœufs. Le panneau fixé sur la façade de la maison Andrieu, à droite de la mairie, présente encore plusieurs modèles de fers de différentes tailles pour les chevaux, les bœufs, les vaches, etc. Sur la place se trouvent également le puits, la croix de mission et une statue de la Vierge. Un ancien pigeonnier est visible à gauche de la mairie. On élevait les pigeons pour en consommer la chair et pour collecter la fiente, appelée colombine. C’était un engrais apprécié, en particulier pour la vigne, une culture importante à Saint Cézert au XIXe siècle. Pendant son mandat qui dura de 1825 à 1865, le maire François Sicard, fit construire, route d’Aucamville, à l’emplacement d’une source ancienne, la fontaine, le lavoir et l’abreuvoir.

## Pour approfondir